# Кирилична система числення

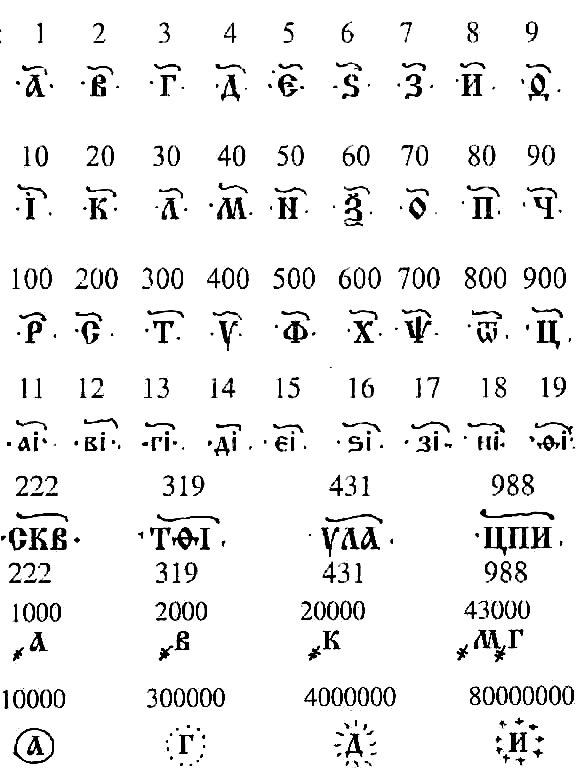
Приклади запису чисел кирилицею

Кирилична система числення — система числення, поширена у старослов'янських пам'ятках і сучасній церковнослов'янській мові. Полягає у позначенні чисел буквами кирилиці — за зразком іонійської системи нумерації. Також існувала глаголична система числення.
Інші назви — «кирилична система числення», «бу́квена ци́фір».

## Історія
У Середньовіччі на землях, де проживали слов'яни, які користувалися кириличною абеткою (Русь, Болгарія, Сербія), була поширена система запису чисел на основі цієї абетки. Для позначення чисел використовували тільки 27 букв кириличної абетки — ті, які мали відповідники в грецькій абетці (а також виключно кириличні «ч», «ц»). Над буквами, що позначали цифри, ставили позначку — титло (яке також вживали для скороченого написання слів).
Кириличні цифри ведуть своє походження від грецьких. За формою це звичайні літери алфавіту з особливими позначками, що вказували на їхнє числове прочитання. Грецький і кириличний способи запису чисел мали багато спільного, але існували й відмінності. Зокрема, числа від 11 до 19 відрізнялись порядком запису: в старослов'янській системі спершу йшла літера, що відповідала розряду одиниць, після якої ставилось І (10), тоді як у давньогрецькій порядок запису розрядів для цих чисел лишався незмінним (тобто, спершу десятки, потім одиниці). Деякі літери, що не мали звукового значення й використовувались виключно для запису чисел («коппа» і «сампі»), було замінено кириличними літерами, що не мали грецьких відповідників («ч», «ц»). Також існували розбіжності в позначенні великих чисел та маркуванні послідовності літер як чисел.
Глаголична система, на відміну від кирилиці (що використовувала для запису чисел переважно лише ті букви, що вели походження від грецьких, разом з грецьким числовим значенням — всупереч своєму алфавітному порядку), брала за основу алфавітний порядок, прийнятий у глаголиці, послідовно присвоюючи літерам значення від 1 до 9, від 10 до 90 і т. д. Таким чином, глаголичні й кириличні літери з однаковими назвами й звучанням можуть відрізнятись за числовим значенням.

### Рукопис Кирика

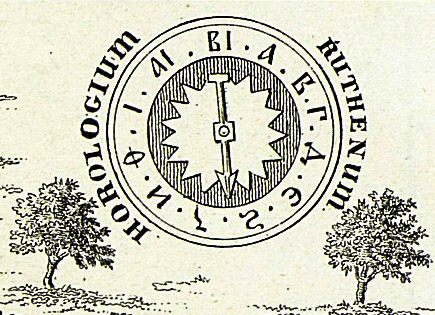
Руський (український) дзиґар із кириличними цифрами (1674). Фрагмент плану Ближніх і Дальніх печер Інокентія Ґізеля

Першою пам'яткою Київської Русі математичного змісту дотепер вважається рукописний твір новгородського ченця Кирика, написаний ним у 1136 р. Основні задачі, що розглянув Кирик, хронологічного порядку: обчислення часу, що минув між якимись подіями.
При обчисленнях Кирик користався тією системою нумерації, що називалася «малим ліком» (див. нижче). Крім малого ліку, у Київській Русі існував ще «великий лік», що давав можливість оперувати з дуже великими числами. У системі великого переліку основні розрядні одиниці мали ті ж найменування, що й у малому, але співвідношення між цими одиницями були інші: так, легіон «малого ліку» («малий легіон») дорівнював 100 000, а «великий легіон» — трильйону. Про останнє з чисел, що згадував Кирик — колоду, він казав: «І більше за це людському розуму не зрозуміти».
Для позначення часток годин Кирик увів свою систему дробових одиниць («часців»), причому п'яту частину він називав «другим часцем», двадцять п'яту — «третім часцем», сто двадцять п'яту — «четвертим» і т. д. Найменшою часткою в нього були «сьомі часці», і він вважав, що менших часток годин бути вже не може: «Більше цього не буває, тобто не народжуються від сьомих дробових, котрих у дні буде 987500». Оперуючи з дробовими частками години, Кирик у сутності мав справу з геометричною прогресією зі знаменником 5. У творі Кирика приділено місце і питанню про обчислення пасхалій, так важливому для церковників, що було одним з найважчих арифметичних питань, які доводилось вирішувати служителям церкви. Якщо Кирик і не дає загальних методів подібного роду обчислень, то, принаймні, і він показує своє вміння робити їх.
Роблячи розрахунки, Кирик робив дії додавання і множення, а розподіл, цілком ймовірно, він здійснював шляхом підбору, розглядаючи послідовно кратні для даного діленого і дільника.
Основні хронологічні розрахунки Кірик робив від дати, що приймалася в Давній Русі за дату «створення світу». Обчислюючи в такий спосіб момент написання своєї роботи, Кирик (з помилкою в 24 місяці) стверджує, що з дня «створення світу» минуло 79 728 місяців, чи 200 невідій і 90 невідій і 1 невідій і 652 години. Такого ж роду підрахунком Кірик визначає свій вік, і ми довідуємося, що він народився в 1110 р.
Рукописний твір Кирика є єдиним математичним документом, що дійшов до нас з тих далеких часів, проте, це не означає, що інших математичних творів у ту епоху на Русі не існувало. Треба думати, що багато рукописів утрачені для нас унаслідок того, що вони були загублені в тривожні роки князівських міжусобиць, загинули при пожежах, що завжди супроводжували набіги сусідніх народів на Русь.

## Коментарі

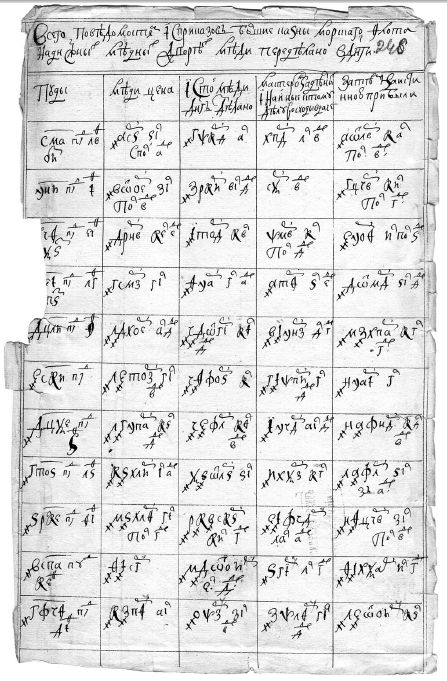
Запис чисел без титла (Акт переділу міді на монету початку XVIII століття)

### Вихід з масового ужитку

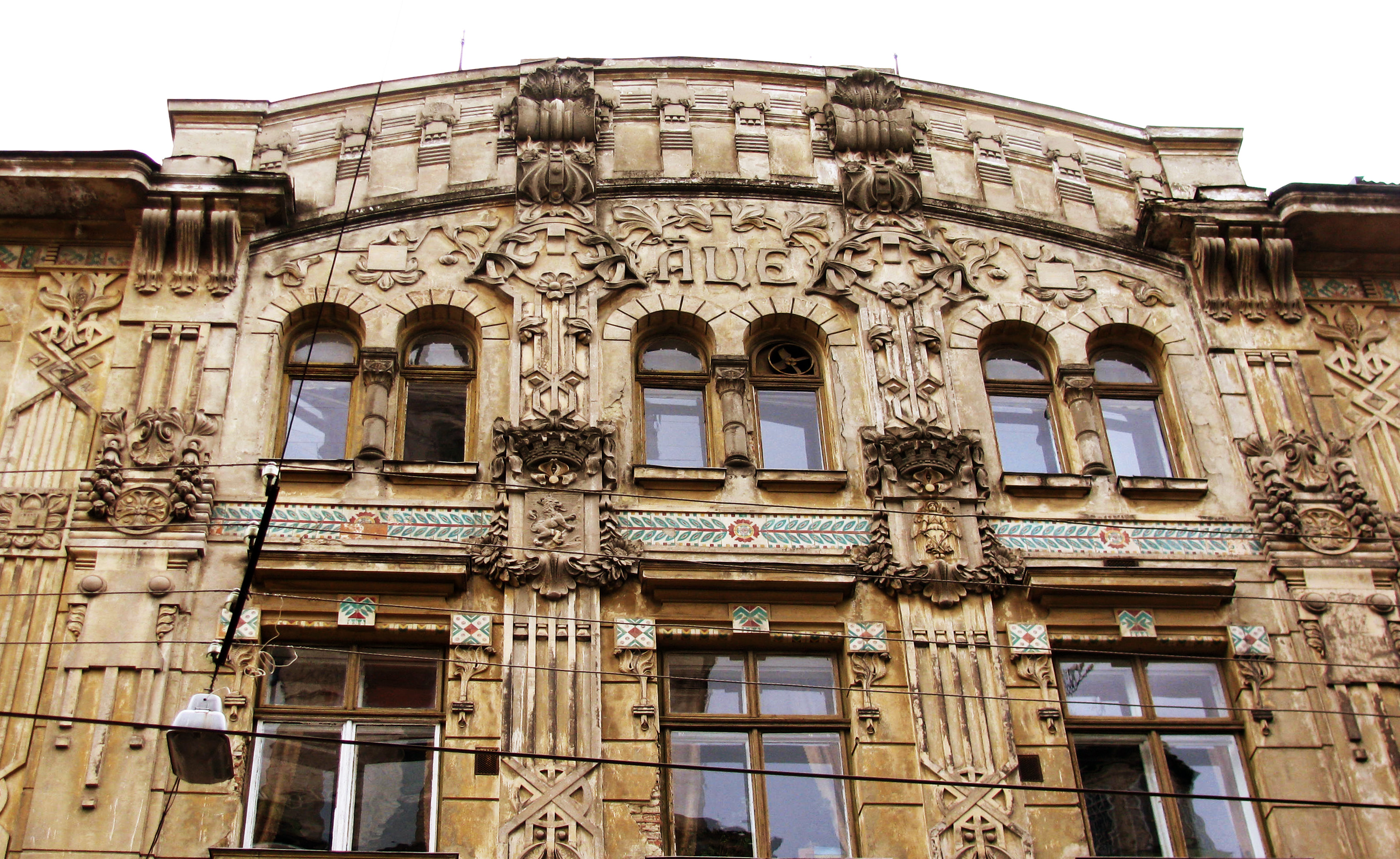
Напис ҂ÃЦЕ (1905) кириличними буквами на будинку страхового товариства «Дністер» (м. Львів, вул. Руська, 20)

В Україні буквені позначення цифр поступово вийшли з ужитку протягом першої половини XVIII ст. та були повністю витіснені («арабськими»). Кирилична система числення зберігається досі у книжках церковнослов'янською мовою — Біблії, богослужбових книгах, молитовниках.

## Таблиця відповідності літер числам
| Число | Грецький алфавіт | Кирилиця             | Кирилиця | Глаголиця   | Глаголиця |
| ----- | ---------------- | -------------------- | -------- | ----------- | --------- |
| 1     | Α, α             | А (аз)               |          | А (аз)      |           |
| 2     | Β, β             | В (віди)             |          | Б (буки)    |           |
| 3     | Γ, γ             | Г (глаголь)          |          | В (віди)    |           |
| 4     | Δ, δ             | Д (добро)            |          | Г (глаголь) |           |
| 5     | Ε, ε             | Е (єсть)             |          | Д (добро)   |           |
| 6     | Ϛ, ϛ (стигма)    | S (зіло)             |          | Е (єсть)    |           |
| 7     | Ζ, ζ             | З (земля)            |          | Ж (живіте)  |           |
| 8     | Η, η             | И (іже)              |          | S (зіло)    |           |
| 9     | Θ, θ             | Ѳ (фіта)             |          | З (земля)   |           |
| 10    | Ι, ι             | I (і)                |          | I (і)       |           |
| 20    | Κ, κ             | К (како)             |          | И (іже)     |           |
| 30    | Λ, λ             | Л (люди)             |          | Ћ (гервь)   |           |
| 40    | Μ, μ             | М (мисліте)          |          | К (како)    |           |
| 50    | Ν, ν             | Н (наш)              |          | Л (люди)    |           |
| 60    | Ξ, ξ             | Ѯ (ксі)              |          | М (мисліте) |           |
| 70    | Ο, ο             | О (он)               |          | Н (наш)     |           |
| 80    | Π, π             | П (покой)            |          | О (он)      |           |
| 90    | Ϟϟ (коппа)       | Ч (черв), Ҁ (коппа)² |          | П (покой)   |           |
| 100   | Ρ, ρ             | Р (рци)              |          | Р (рци)     |           |
| 200   | Σ, ς             | С (слово)            |          | С (слово)   |           |
| 300   | Τ, τ             | Т (твердо)           |          | Т (твердо)  |           |
| 400   | Υ, υ             | У (ук)               |          | У (ук)      |           |
| 500   | Φ, φ             | Ф (ферт)             |          | Ф (ферт)    |           |
| 600   | Χ, χ             | Х (хір)              |          | Х (хір)     |           |
| 700   | Ψ, ψ             | Ѱ (псі)              |          | Ѡ (от)      |           |
| 800   | Ω, ω             | Ѡ (омега)            |          | Щ (шта)     |           |
| 900   | Ϡϡ (сампі)       | Ц (ци)               |          | Ц (ци)      |           |
| 1000  | —                | ҂а                   |          | Ч (черв)    |           |

### Титло
Для відрізнення букв-цифр від звичайних букв над ними ставили спеціальний знак — титло. Його могли зображати по-різному:
1. Над кожною буквою;
2. Довге титло накриває всі букви-цифри;
3. Стояти над другою буквою від кінця — прийняте зараз правило, усталене з XIX ст.[2]

При запису грошових сум замість титла могли писати надрядкову лігатуру ру, де, букву а — це було символами рубля, денги й алтина.

## Тисячі
Тисячі позначалися таким чином: до відповідної літери-цифри ліворуч приписували нахильну рису з двома поперечними рисками — ҂ (Юнікод U+0482).
Наприклад:
- — 1706 рік;
- — 7118 рік за літочисленням «від створення світу» (1610 від Різдва Христова).

## Вищі класи чисел
Вищі класи (десятки і сотні тисяч, мільйони, мільярди) могли записувати не через знак «҂», а шляхом обведення відповідної літери-цифри (від 1 до 9). Спосіб обрамлення букви вказував на клас числа. Нижче наведені прийняті зараз значення знаків, які, втім, могли різнитися у старовину.

### Тьма
Для позначення «тьми» букву для позначення одиниць обводили суцільним колом — .
- Малий лік — десять тисяч ({\displaystyle 10^{4}});
- Великий лік («тьма велика») — «тисяча тисяч», мільйон ({\displaystyle 10^{6}}).

Див. також Тумен, Міріада

### Легіон
Інші назви цього класу — «легеон», (легеонъ), «невідій» (невѣдий), «несвідь» (несвѣдь). Для запису «легіону» букву для позначення одиниць обводили колом з крапок — , або додавали знак «҂» до букви для позначення сотень — .
- Малий лік — «десять тем», сто тисяч ({\displaystyle 10^{5}});
- Великий лік — «тьма тем», трильйон ({\displaystyle 10^{12}}).

Див. також Легіон мені ймення

### Леодр
Для позначення «лео́дру» букву для одиниць обводили колом з ком або рисок — , або додавали до неї два знаки «҂» — , або додавали два знаки «҂» і титло до «букв-сотень» — .
- Малий лік — «десять легіонів», мільйон ({\displaystyle 10^{6}});
- Великий лік — «легіон легіонів», септильйон ({\displaystyle 10^{24}}).

### Ворон
Для позначення «ворону» (або «врана») букву для одиниць обводили колом з хрестиків — ,
 або ставили над нею титло, а перед нею і після неї букви «К» («како») — .
- Малий лік — «десять леодрів», десять мільйонів ({\displaystyle 10^{7}});
- Великий лік — «леодр леодрів», квіндецильйон ({\displaystyle 10^{48}}).

### Колода
Для позначення колоди «букви-одиниці» замикали згори й знизу у дужки — , або в скобки — .
- Малий лік — «десять воронів», сто мільйонів ({\displaystyle 10^{8}});
- Великий лік — «десять великих воронів», десять квіндецильйонів ({\displaystyle 10^{49}}).

### Тьма тем
Тьма тем — найбільше число, відоме у кириличних пам'ятках. Записувалось як — .
- Малий лік — «десять колод», мільярд ({\displaystyle 10^{9}});[3][4][5]